# 東大滝橋
東大滝橋（ひがしおおたきばし）は、長野県下高井郡野沢温泉村大字東大滝 - 下水内郡栄村大字豊栄字白鳥の千曲川に架かる国道117号市川バイパスの橋長530 m（メートル）のラーメン橋・桁橋。

## 概要
起点側で長野県道408号箕作飯山線を跨いだ後、千曲川を斜めに渡河する。西大滝ダムの約1 km（キロメートル）下流に位置し、北信から栄村の入口にある。スキーが盛んな当地にちなみ親柱にはスキー板を意匠としている。
- 形式 - PCTラーメン・PC箱桁橋
- 橋格 - 1等橋 (TL-20)
- 橋長 - 530.0 m
  - 径間数 - 10径間
  - 最大支間長 - 100.30 m
- 幅員
- 総幅員 - 12.00 m
- 有効幅員 - 11.0 m
- 施工 - オリエンタル建設[注釈 1]・ピー・エス[注釈 2]
- 架設工法 - 固定支保工架設工法

## 歴史

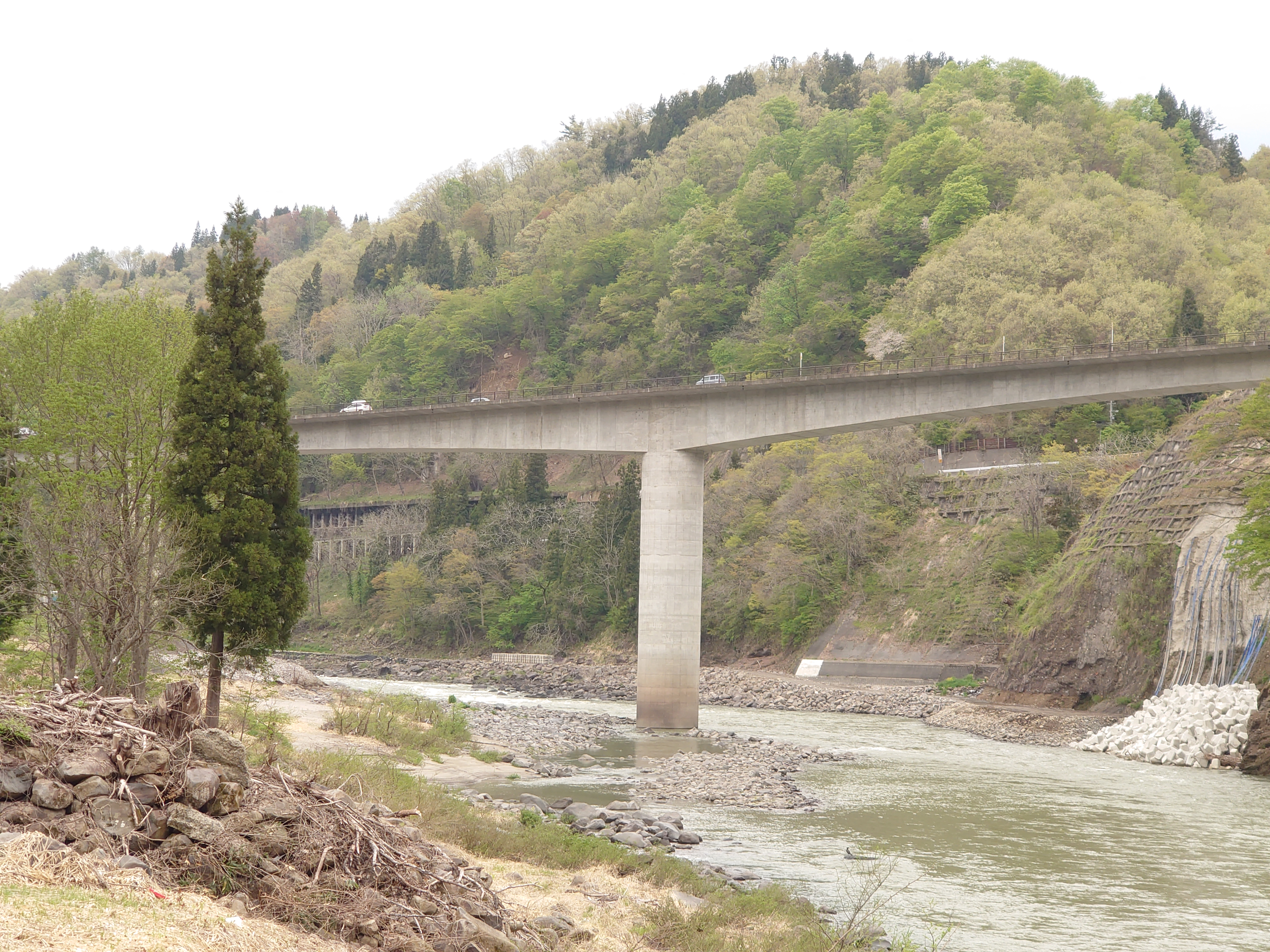
東大滝橋の千曲川渡河部。

飯山市と栄村を結ぶ市川バイパスの橋梁として、1994年（平成6年）11月に開通した。
2011年（平成23年）3月12日の長野県北部地震のため損傷を受け、通行止めとなった。迂回路がない国道117号が寸断され北信と栄村の交通が途絶されたことから迂回路として長野県道408号箕作飯山線の不通区間を解消し、千曲川の本橋の下流側に箕作平滝大橋と明石大橋の2橋を架橋する事業が行われ、2020年（令和2年）11月9日に全線開通した。